# Roubion (rivier)
De Roubion is een rivier in het zuidoosten van Frankrijk en mondt uit in de Rhône bij Montélimar. De Jabron is een zijrivier die er in Montélimar mee samenvloeit.

## Plaatsen langs de rivier
- Francillon-sur-Roubion
- Saint-Gervais-sur-Roubion
- Bonlieu-sur-Roubion